# Джонс, Элвин
Элвин Рэй Джонс (англ. Elvin Ray Jones; 9 сентября 1927 — 18 мая 2004) — американский джазовый музыкант, известный как ударник в квартете Джона Колтрейна. Занял 23-е место в списке «100 величайших барабанщиков всех времен» по версии журнала Rolling Stone в 2016 году.

## Биография
Элвин Джонс родился в 1927 году в Понтиаке, штат Мичиган, и был младшим ребёнком в семье из десяти детей. Его братья, Хэнк и Тад, были успешными джазовыми музыкантами, поэтому в семье мальчика музыка всегда была в почёте. В 13 лет Джонс твёрдо решил стать барабанщиком и практиковался до десяти часов в день.
Свою карьеру Джонс начал в 1949 году в Детройте. Вскоре он стал выступать с такими музыкантами, как Чарли Паркер, Майлз Дэвис и Уорделл Грэй. В 1955 году в Нью-Йорке он предпринял неудачную попытку вступить в ряды музыкантов коллектива Бенни Гудмена, после чего присоединился к ансамблю Чарльза Мингуса. В 1960 году Джонс начал выступать в составе квартета Джона Колтрейна, где играл до 1966 года. В составе знаменитой четвёрки он записал ряд известных джазовых альбомов, в частности A Love Supreme. После ухода из квартета Джонс некоторое время играл в оркестре Дюка Эллингтона, а затем создал собственную группу — The Elvin Jones Jazz Machine.
Джонс использовал ударные инструменты не столько для такта, сколько для создания одновременного их звучания с солирующими инструментами. Его техника игры оказала влияние на таких известных ударников, как Митч Митчелл и Джинджер Бэйкер. Скончался Джонс в 2004 году от сердечной недостаточности в возрасте 76 лет.